# Barrientos de la Vega
Barrientos de la Vega es una de las pedanías del ayuntamiento de Valderrey, municipio de la provincia de León, comunidad autónoma de Castilla y León, en España. Astorga figura como su "partido judicial"

## Pedanía
El municipio de Valderrey incluye también las pedanías de Bustos, Carral, Castrillo de las Piedras, Cuevas, Curillas, Matanza, Tejadinos y Tejados

## Localización
Barrientos se encuentra situado en un valle a orillas del río Tuerto, afluente del Órbigo que va al Esla para desembocar en el Duero. Esta situación provoca que sus habitantes se hayan dedicado tradicionalmente a la ganadería y la agricultura y en menor medida la pesca fluvial. Situado al final de los Montes de León , en la Meseta Norte: su punto más alto se alcanza en los 927m.

## Orígenes
El origen del pueblo se remonta probablemente a la invasión romana, como demuestran los restos encontrados en la zona conocida como "las lagunas". Estos asentamientos tenían como objetivo garantizar la comunicación entre las legiones romanas a través de señales de luz reflejada del sol que podían verse a varios kilómetros a la redonda. Ya en el siglo IX , en plena Reconquista, figura en escritos feudales como un poblado que pertenecería al reino de León.
Más tarde el pueblo se asentó en diversos lugares, más abajo en la vega pero siempre lejos de la influencia del río y sus crecidas. Hasta definirse su situación actual al lado del Tuerto el cual lo ha destruido parcialmente varias veces y del cual se está a salvo gracias al pantano que se construyó en los años 40 en la Cepeda Alta (Villameca ,1946) y que regula también el caudal del río,  garantizando al mismo tiempo el agua necesaria a sus ricas tierras de regadío en el valle. Sus tierras de secano y viñedo están situadas en la falda de la montaña, al noreste.

## Historia
La historia del pueblo ha pasado como la de tantos otros por las diferentes épocas que ha vivido la península a lo largo de nuestra historia, si bien ha estado razonablemente alejada de la misma hasta la introducción del ferrocarril León-Astorga (1864) que discurre a lo largo de sus regadíos, con estación propia de pasajeros y mercancías inaugurada en uno de febrero de 1947.
Durante más de mil años la economía fue de subsistencia y se pagaban los impuestos a los feudales de la zona (tales como el Conde de Luna, marqueses de Astorga, etc), a los cuales también se puede culpar del poco desarrollo social y económico no solo del pueblo sino de toda la zona. De las actividades del pueblo quedan testimonio, sobre todo de los litigios legales con pueblos de al lado o entre sus vecinos en diversos documentos que se han conservado hasta la fecha en el archivo parroquial, entre otros.
La llegada del ferrocarril (línea Madrid-Coruña) cambió radicalmente el estilo de vida de sus gentes, ya que posibilitaba el comercio y la comunicación con otros lugares hasta ese momento casi inaccesibles. Más tarde la introducción en los planes de regadío del pantano de Villameca y la concentración parcelaria (1963) ayudaron a cambiar las formas tradicionales de cultivo dando lugar a un desarrollo sin precedentes en Barrientos.

## Actualidad
Actualmente,debido a la crisis agraria - éxodo del campo a la ciudad -  en España, la despoblación ha hecho estragos y el envejecimiento de la población es patente a todos los niveles. Esto no quita sin embargo para que la belleza de sus campos, el carácter de sus gentes y la tranquilidad de sus inviernos sigan dando a Barrientos ese “algo especial” que sin duda ha tenido a lo largo de su difícil y desconocida historia.